# Naafkopf
A Naafkopf 2571 m magas hegy az Alpokban, a Keleti-Alpok nyugati részén, a Rätikon-csoportban. Itt található az egyik liechtensteini-osztrák-svájci hármashatár.
A hármashatári csúcs mérési pontja egy keresztezettel pontosan az osztrák Vorarlberg tartományban (Nenzing község), a svájci Graubünden kantonban (Maienfeld község) és a liechtensteini Schaan településben (Gritsch exklávé) található.

## Képek

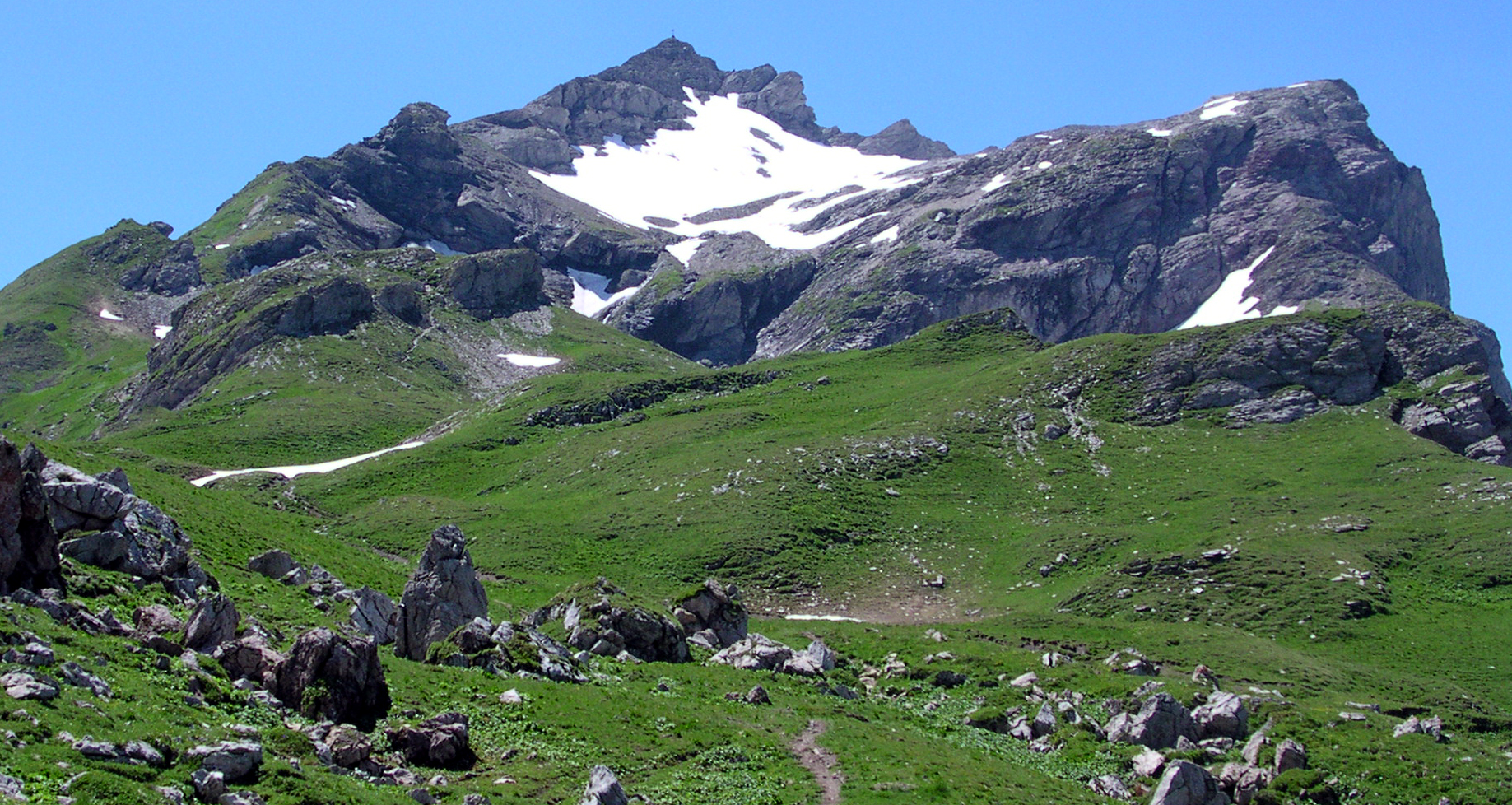
Látvány a Pfälzerhütte irányából
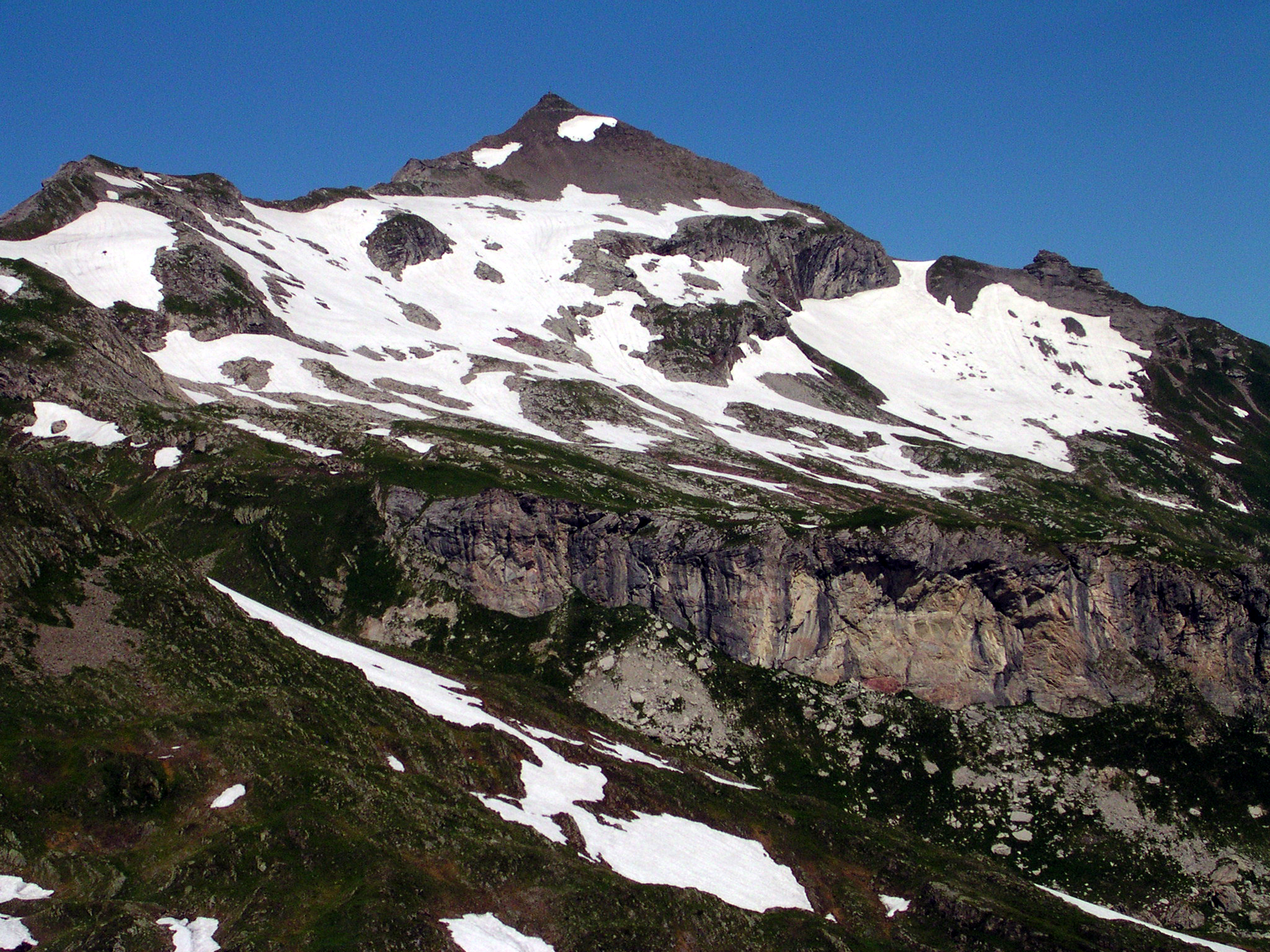
Látvány keleti irányából
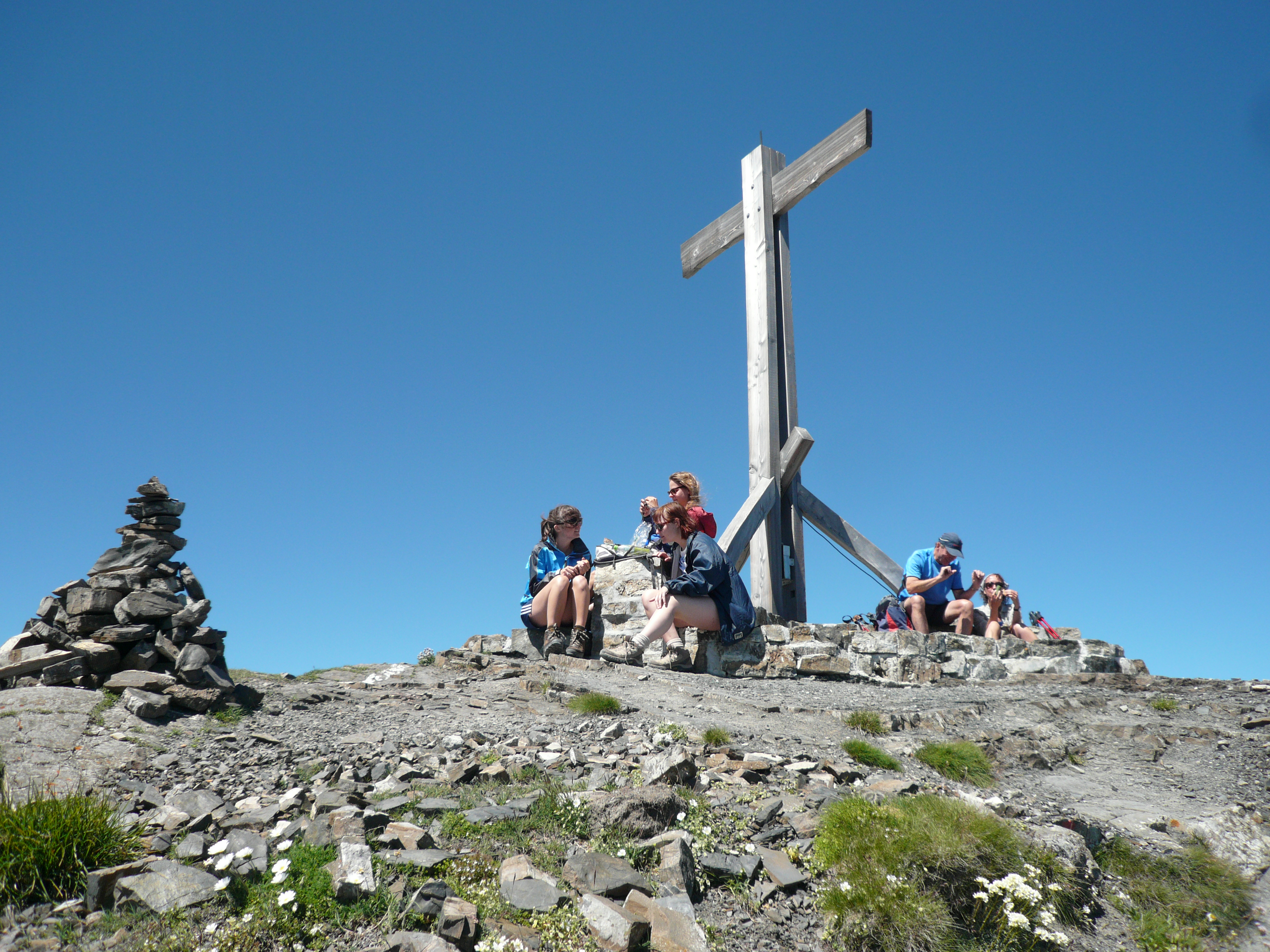
A csúcs